# 音井錄丸
音井錄丸（日语：音井 れこ丸，1984年—），日本漫畫家。別名「籠」。

## 作品概覽

### 連載漫畫
- 大叔與棉花糖（おじさんとマシュマロ）（2014年－2017年，comic POOL連載，一迅社，全5冊）
- 若林同學不讓大叔睡（日语：若林くんが寝かせてくれない）（2015年－2018年，漫畫ACTION連載，雙葉社，全5冊）
- 為了拯救世界，你願意跟亞人來個早安吻嗎?（世界を救うために亜人と朝チュンできますか?）（2017年－連載中，Young Dragon Age（日语：ヤングドラゴンエイジ）連載，KADOKAWA，已出版5冊）
- （2019年－2020年，Comic Beam連載，KADOKAWA，全1冊）
- （2019年－連載中，週刊漫畫TIMES連載，芳文社，已出版2冊）

### 其它
- 電視動畫 怪怪守護神（第5話片尾插圖）

## 來源
1. 1 2  . 音井錄丸的官方個人網站.   [2016-09-23]. （原始内容存档于2018-11-27） （日语）.

## 外部連結
- 音井錄丸的X（前Twitter） （日語）
- （日語）－音井錄丸的官方個人網站。